# Qingshuihe-Straßenbrücke
Die Qingshuihe-Straßenbrücke ist eine Hängebrücke in der chinesischen Provinz Guizhou. Die Brücke stellt eine Straßenverbindung im Verlauf des Guiweng Expressway zwischen dem Kreis Weng’an und der Stadt Guiyang her. Durch die Brücke verkürzt sich die Verbindung von bisher 160 km auf 38 km.
Die Brücke ist mit einer Höhe von 406 m eine der höchsten Brücken der Welt. Ihre Pylone sind 230 m und 240 m hoch. Mit einer Spannweite von 1130 m ist sie gleichzeitig eine der längsten Hängebrücken der Welt. Ihre Gesamtlänge beträgt 2188 m.
Die Brücke wurde am 31. Dezember 2015 eröffnet. Ihre Bauzeit betrug weniger als drei Jahre.